# Stone (Kent)
Stone è un villaggio e parrocchia civile dell'Inghilterra, appartenente alla contea del Kent.